# 疾行縱隊
疾行縱隊（英語：Flying column）是一種軍事編制，具有小型、獨立、能快速機動而且合成化等特點，通常是在作戰過程中由立即可用的部隊組成。疾行縱隊通常適用於但不一定是兵力小於旅的部隊，由於機動性是其主要目的，因此所配備的裝備較少，過去主要使用馬匹快速移動，現代則用卡車或直升機取代。

## 歷史
孫武在《孫子兵法》〈軍爭篇〉提到疾行縱隊，這表明這個概念至少可追朔至西元前六世紀。
羅馬軍團在帝國時代就善於利用疾行縱隊，總督日耳曼尼庫斯在對抗阿米尼烏斯的戰役早期階段使用疾行縱隊，取得了良好的效果。
南非的波耳突擊隊與現代意義上的突擊隊不同，而被視為疾行縱隊的一種形式。第二次波耳戰爭時，大英帝國軍隊打擊波耳軍隊使用的機動縱隊通常由兩個步兵營、一個砲兵連和一個騎兵中隊組成，恰好是一個混成旅的一半。
1919年，波蘭軍官史丹尼斯瓦夫·馬切克創建一支疾行連，由身經百戰的步兵組成，使用馬匹作為機動力，並配備大量機槍作為火力，隸屬於第4步兵師。
1919年愛爾蘭獨立戰爭期間，疾行縱隊作為愛爾蘭共和軍的機動武裝部隊，以麥可·基羅伊率領的西康尼馬拉縱隊、南梅奧縱隊、西梅奧縱隊最為成功，造成軍方和警方嚴重傷亡。

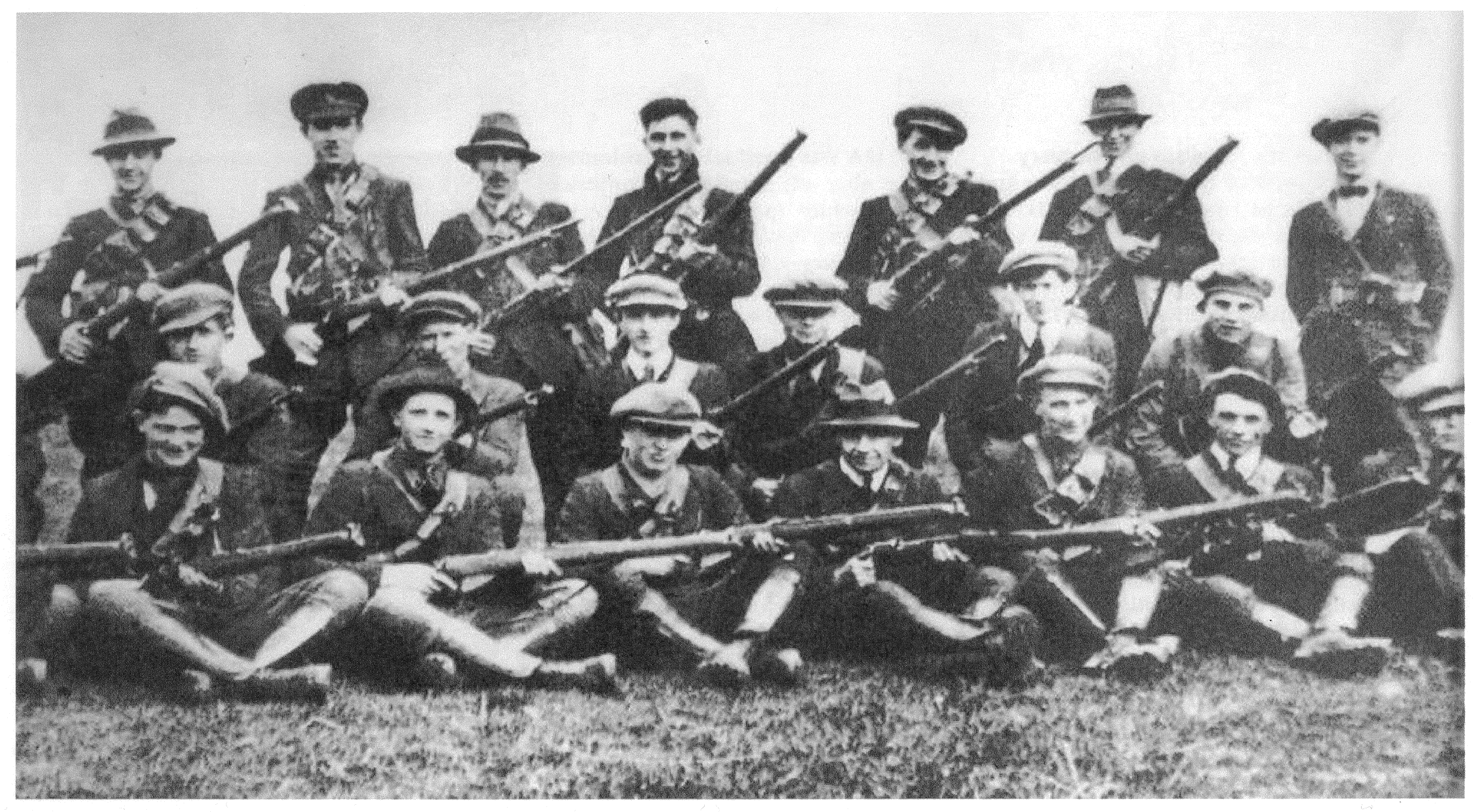
愛爾蘭共和軍第三提伯雷立旅第2疾行縱隊。

1920年代，加拿大軍官詹姆斯·薩瑟蘭·布朗中校制定防範美國的防禦計畫一號，建議「在宣戰時立即派遣疾行縱隊」，襲擊美國北部城市並實施焦土政策，使美國處於守勢，並為英國的援助爭取時間。
1941年英伊戰爭期間，英國建立三支疾行縱隊，代號分別是金柯爾、梅柯爾、戈柯爾。
第二次國共內戰期間，中華民國國軍以步兵師為骨幹成立快速纵队，配備戰車、炮兵、汽車形成摩托化部隊。

### 書籍
- Maher, Jim. . Geography Publications. 1988.
- 本条目包含来自公有领域出版物的文本: Chisholm, Hugh (编). .  10 (第11版). London: Cambridge University Press: 585. 1911.